# Jürgen Henker
Jürgen Henker (* 17. Januar 1940 in Chemnitz) ist ein deutscher Maler und Grafiker.

## Leben und Werk
Henker absolvierte ab 1957 eine Lehre als Gebrauchswerber und arbeitete bis 1961 in seinem Beruf. Von 1961 bis 1964 studierte er Grafik an der Fachschule für angewandte Kunst Heiligendamm. Danach arbeitete er bis 1969 in Karl-Marx-Stadt als Gebrauchsgrafiker bei der DEWAG. Seitdem ist er freischaffend tätig, anfangs zum Lebensunterhalt als Gebrauchsgrafiker und dann zunehmend als Maler. 1987 zog er aus Karl-Marx-Stadt nach Riechberg und 2018 wieder nach Chemnitz zurück.
Henker war von 1969 bis 1990 Mitglied des Verbands Bildender Künstler der DDR.

## Ausstellungen (unvollständig)

### Einzelausstellungen
- 1982: Bad Kösen, Romanisches Haus (Malerei und Grafik)
- 1988: Karl-Marx-Stadt, Galerie Schmidt-Rottluff
- 1990: Dorsten, Dorstener Kunstverein (mit Günter Hofmann und Leo Lessig)
- 1997: Hainichen Galerie 926 (mit Günter Hofmann, Karl Fischer und Leo Lessing)
- 1998: Chemnitz, Neue Sächsische Galerie
- 2005: Chemnitz, Galerie Schmidt-Rottluff („Malerei und Zeichnungen. Ideale Landschaften“)
- 2018/2019: Chemnitz, Galerie Weise
- 2020: Chemnitz, Galerie Weise (mit Hans-Hendrik Grimmling und Jana Mertens)

### Teilnahme an zentralen und wichtigen regionalen Ausstellungen in der DDR
- 1974, 1979 und 1985: Karl-Marx-Stadt, Bezirkskunstausstellungen
- 1977/1978, 1982/1983 und 1987/1988: Dresden, VIII. bis X. Kunstausstellung der DDR
- 1986: Fürstenwalde, Altes Rathaus („Miniatur in der bildenden Kunst der DDR“)
- 1989: Berlin, Akademie-Galerie im Marstall („Bauleute und ihre Werke. Widerspiegelungen in der bildenden Kunst der DDR“)